# Daejeon-myeon
Daejeon-myeon (koreanska: 대전면) är en socken i Sydkorea. Den ligger i kommunen Damyang-gun i provinsen Södra Jeolla, i den södra delen av landet, 250 km söder om huvudstaden Seoul.